# George Walton
George Walton (Virginia, 1749 – Augusta, 1804. február 2.) az Amerikai Egyesült Államok szenátora (Georgia, 1795–1796).